# دوران لذت و اندوه
دوران لذت و اندوه (انگلیسی: Times of Joy and Sorrow؛ ژاپنی: 喜びも悲しみも幾歳月) که در برخی از کشورها چون بریتانیا و ایران با نام فانوس دریایی شناخته می‌شود، فیلمی ژاپنی به کارگردانی کیسوکه کینوشیتا است که در سال ۱۹۵۷ منتشر شد.

## بازیگران
- هیدکو تاکامینه
- کیجی سادا
- تاکاهیرو تامورا
- کاتسوئو ناکامورا
- کوجی میتسوی
- تاکشی ساکاموتو